# Until Dawn (film)
Until Dawn är en amerikansk skräckfilm från 2025 i regi av David F. Sandberg, från ett manus skrivet av Gary Dauberman. Den är baserad på datorspelet med samma namn från 2015, som är utvecklat av spelföretaget Supermassive Games. I rollerna ses Ella Rubin, Michael Cimino, Ji-young Yoo och Odessa A'zion, tillsammans med bland andra Peter Stormare, som repriserar sin roll som Dr. Alan J. Hill, från datorspelsversionen.
Until Dawn hade biopremiär den 25 april 2025, utgiven av Sony Pictures Releasing.

## Rollista
| Ella Rubin     | – Clover           |
| Michael Cimino | – Max              |
| Ji-young Yoo   | – Megan            |
| Odessa A'zion  | – Nina             |
| Belmont Cameli | – Abel             |
| Maia Mitchell  | – Melanie          |
| Peter Stormare | – Dr. Alan J. Hill |

## Produktion
I januari 2024 blev det känt att en live-actionvariant av datorspelet Until Dawn var under utveckling av Screen Gems och PlayStation Productions, och att den skulle bli regisserad av David F. Sandberg och skriven av Gary Dauberman, baserat på ett tidigare utkast skrivet av Blair Butler. Den beskrivs som ett R-klassat kärleksbrev till själva skräckgenren, detta med en ensemblebesättning. Senare i juni månad kunde skådespelarna Ella Rubin, Michael Cimino, Ji-young Yoo och Odessa A'zion ansluta sig till filmens rollista, då i helt och hållet topphemliga roller. I augusti anslöt sig även Maia Mitchell, Belmont Cameli och Peter Stormare till denna rollista, där Stormare återupptog rollen som Dr. Alan J. Hill.
Huvudfotograferingen för filmen satte igång i Ungerns huvudstad Budapest den 5 augusti 2024, med Maxim Alexandre som ansvarig filmfotograf. Hela huvudfotograferingen kunde därefter avslutas den 4 oktober 2024, efter nästan exakt två månaders inspelningstid.